# Shake That Monkey
«Shake That Monkey» — сингл з дванадцятого студійного альбому американського репера Too Short Married to the Game. На пісню існує відеокліп.

## Список пісень
США
- CD:[2]
  1. «Shake That Monkey» (clean) — 4:40
  2. «Shake That Monkey» (explicit) — 4:40

- 12″:[3]
  - A1. «Shake That Monkey» (explicit) — 4:40
  - A2. «Shake That Monkey» (clean) — 4:40
  - B1. «Shake That Monkey» (instrumental) — 4:40
  - B2. «Shake That Monkey» (a capella) — 4:40

## Учасники запису
- Продюсер: Lil Jon
- Звукорежисери: Рей Сій, Джон Фрай, Асіф Алі, Раян Дорн
- Зведення: Рей Сій
- Мастеринг: Чез Гарпер

## Чартові позиції
| Чарт (2004)                             | Найвища позиція |
| --------------------------------------- | --------------- |
| США (Billboard Hot 100)                 | 84              |
| США (Hot R&B/Hip-Hop Songs) (Billboard) | 56              |
| США (Rap Songs) (Billboard)             | 23              |